# 제프 블라터
요제프 제프 블라터(독일어: Joseph Sepp Blatter, 1936년 3월 10일~)는 스위스의 스포츠 행정가로, 국제 축구 연맹(FIFA)의 8대 회장이다.

## 일생과 경력
발레주 피스프 출생으로, 1959년 로잔 대학교에서 경제학 학위를 받은 후 스위스 아이스하키 연맹과 관광위원회, 프랜즈 오브 서스펜더 등 여러 스포츠 관련 위원회의 위원장이 되었다.
1975년부터 국제 축구 연맹의 기술 이사가 되면서 참여해 1998년 브라질의 주앙 아벨란제의 뒤를 이어 8대 국제 축구 연맹 회장으로 선출되었고 2002년, 2007년, 2009년에 연임 선출되었다.
그러나 1998년 선거에서 유럽 축구 연맹과 부회장 렌나르트 요한손에 의해 제3자와 클럽 부사장과 사장 등에 10만 달러의 뇌물이 제공되는 등 많은 부패 혐의가 적발되었고 2002년 선거에서는 각종 금융 부정과 뒷돈 거래가 있었다. 2004년에는 여자 축구에 대한 성 차별적인 발언으로 많은 여성 축구 선수의 분노를 샀다.
FIFA에서 불거진 일련의 부정 부패 혐의로 인하여 그는 스위스에서 조사를 받을 수 있는 상황에 빠졌으나, 이에 불구하고 2015년 5선에 성공했다.
한국 현지시간 2015년 6월 2일, 제프 블라터는 기자회견을 열고 회장직 사임을 발표했고, 2015년 12월에 열릴 FIFA 총회에서 차기 회장직이 선출될 때까지 회장직을 수행한다고 밝혔다.
지금까지 세계 각국에서 약 44개의 상을 받았다.

## 같이 보기
- FIFA 회장 목록